# Pilea macbridei
Pilea macbridei es una especie de planta del género Pilea, perteneciente a la familia Urticaceae.

## Taxonomía
Pilea macbridei fue descrita por Ellsworth Paine Killip en 1925.

## Distribución
Se encuentra en el territorio de Perú.